# Phyllocnistis vitella
Phyllocnistis vitella är en fjärilsart som beskrevs av Ermolaev 1987. Phyllocnistis vitella ingår i släktet Phyllocnistis och familjen styltmalar. Inga underarter finns listade i Catalogue of Life.